# Deutsche Wehrschaft
Die Deutsche Wehrschaft (DW) war ein Dachverband pflichtschlagender, völkischer Studentenverbindungen, so genannter Wehrschaften. Der Verband wurde 1919 als Teutoburger Vertretertag (TVT) gegründet und benannte sich 1927 in Deutsche Wehrschaft um.

## Geschichte
Ziel des Verbandes war die Verbreitung militärischen Wissens unter der akademischen Jugend in Deutschland. Dies geschah vor dem Hintergrund der Bedingungen des Friedensvertrages von Versailles, der dem Deutschen Reich starke Beschränkungen insbesondere bezüglich seiner Truppenstärke auferlegte. Die Gründung der Wehrschaften als paramilitärische Organisationen stellte eine Umgehung der Bedingungen des Versailler Vertrages dar.
Die DW gab ab 1920 das Verbandsorgan Der Wehrschafter heraus. Der Wahlspruch der DW lautete: Deutsch und treu, furchtlos und frei! Ihren jährlichen Vertretertag hielt die DW in Detmold beziehungsweise am Hermannsdenkmal ab. In ihrer Blütezeit hatte sie 38 Mitgliedswehrschaften. Der Verband verpflichtete sich auf das Waidhofener Prinzip („Juden sind bar jeder Ehre; ihnen ist daher auf keine Waffe Satisfaktion zu geben.“) und setzte ab 1919 eine „arische Abstammung“ seiner Mitglieder voraus.
Bereits im Februar 1930 schloss die betont „antisemitische und antifreimaurerische“ DW ein formelles Bündnis mit dem Nationalsozialistischen Deutschen Studentenbund, dem sie als korporiertes Mitglied beitrat.
Die Deutsche Wehrschaft war ab 1921 Mitgliedsverband des Allgemeinen Deutschen Waffenrings (ADW), der nach der Machtübernahme durch die Regierung Hitler in eine Diskussion eintrat, ob die Arierbestimmungen des Gesetzes zur Wiederherstellung des Berufsbeamtentums oder die weitergehenden Grundsätze der NSDAP für die Aufnahme von Parteimitgliedern gelten sollten (vgl. Ariernachweis). Bezeichnenderweise gehörte Hermann Göring, Reichstagspräsident und zweiter Mann in der NSDAP, seit 1932 durch Bandverleihung der Wehrschaft Markomannia Berlin und damit der DW an. Da die Verfechter der harten Linie, zu denen neben der Deutschen Wehrschaft die Deutsche Burschenschaft, die Deutsche Sängerschaft und einige andere gehörten, sich nicht durchsetzen konnten, traten sie 1934 aus dem ADW aus und gründeten den Völkischen Waffenring (VWR). Ihm sollten laut Gründungserklärung „nur solche Verbände angehören, die in ihren Gliederungen weder Judenstämmlinge, jüdisch Versippte noch Angehörige von Logen, Orden oder ihren Nachfolgeorganisationen dulden“.
Die DW löste sich als erster waffenstudentischer Verband anlässlich des NSDAP-Parteitages am 14. September 1935 auf, nachdem dort die Wiedereinführung der allgemeinen Wehrpflicht beschlossen und die Verbandsziele als erreicht galten. Die DW wurde nicht wiederbegründet. Die ehemaligen Mitglieder zahlreicher Wehrschaften gingen in andere waffenstudentische Verbindungen wie Landsmannschaften, Turnerschaften, Burschenschaften oder Corps über. Aber auch schon seit den 20er Jahren wandelten sich Wehrschaften, die aus der DW ausgetreten waren, in diese Verbindungsformen um.

## Bekannte Mitglieder in Wehrschaften
- Erwin Brauer (1896–1946), Theologe, Philosoph, Oberlandeskirchenrat (Burgundia Jena)
- Axel Bruhn (1904–1983), Rechtsanwalt und Hamburger Politiker (CDU) (Cheruskia Hamburg)
- Friedrich Karl Florian (1894–1975), Gauleiter der NSDAP des Gaus Düsseldorf (Falkenburg/Rheno-Borussia Köln)[4]
- Hermann Gebbers (1879–1952), Landrat von Bückeburg und Stadthagen (Cimbria Leipzig, Cheruskia Hamburg)
- Hermann Göring (1893–1946), Reichstagspräsident, Preußischer Ministerpräsident, Oberbefehlshaber der Luftwaffe (Markomannia Berlin)
- Karl Laforce (1904–1923), Teilnehmer des Hitler-Putsches 1923 (Bajuvaria München)
- Karl Prahl (1882–1948), norddeutscher Kunstmaler (Cheruskia Hamburg)
- August Pschorr (1862–1935), Geheimer Kommerzienrat, Generaldirektor der Pschorrbräu AG (Bavaria Weihenstephan)
- Antonius Raab (1897–1985), Pilot, Flugzeugbauer und Unternehmer (Neo-Suevia Berlin)
- Horst Rechenbach (1895–1968), SS-Oberführer, nationalsozialistischer Politiker, Forscher und Schriftsteller (Markaria Göttingen)
- Max Wartemann (1905–1993), schleswig-holsteinischer Politiker und Lübecker Bürgermeister (Cheruskia Hamburg)
- Rudolf Weyermann (1880–1946), Fabrikant, Kommerzienrat und Ehrenbürger der Stadt Bamberg (Bavaria Weihenstephan)
- Georg Zink (1879–1962), Bibliothekar (Germania Heidelberg)

## Mitgliedsverbindungen
In Klammern ist die Mitgliedschaft im TVT bzw. DW angegeben.

### Bestehende und fusionierte Verbindungen
(= bestehende oder fusionierte Aktivitas)
- Alemannia Berlin (1933–1935)[A 1]
- Borussia Berlin (1923–1929)[A 2]
- Burgundia Berlin (1923–1929)[A 3]
- Saxo-Borussia Berlin (1920–1929)[A 4]
- Rheinfranken Bonn (1921–1927)[A 5]
- Nibelungia Breslau/München (1924–1930, 1931–1933)[A 6]
- Frisia Frankfurt (1920–1921)[A 7]
- Cheruskia Hamburg (1919–1929)
- Hohenheimia Hohenheim (1919–1929)[A 8]
- Burgundia Jena (1924–1929)
- Nordmark Kiel (1922–1929)[A 9]
- Hercynia Leipzig (1921–1925)[A 10]
- Bajuvaria München (1919–1929, 1931–1935)[A 11]
- Franco-Bavaria München (1922–1925)[A 12]
- Phaeakia (Austro-Bavaria) München (1922–1929)[A 13]
- Bavaria Weihenstephan (1925–1929, 1933–1935)[A 14]
- Aldanen Wien (1925–1933)[A 15]
- Friesen Wien (1923–1927)[A 16]

### Erloschene Verbindungen
Vertagte oder aufgelöste Verbindung bzw. übernommene Altherrenschaft
- Burgundia Berlin (1934–1935)[A 17]
- Gedania Berlin (1933–1935)
- Ghibellinia Berlin (1929–1935)
- Guestphalia Berlin (1922–1929)[A 18]
- Markomannia Berlin (1925–1935)
- Neo-Suevia Berlin (1922–1933)
- Die Lützower Breslau (1924–1930)
- Rodenstein Darmstadt (1921–1925)

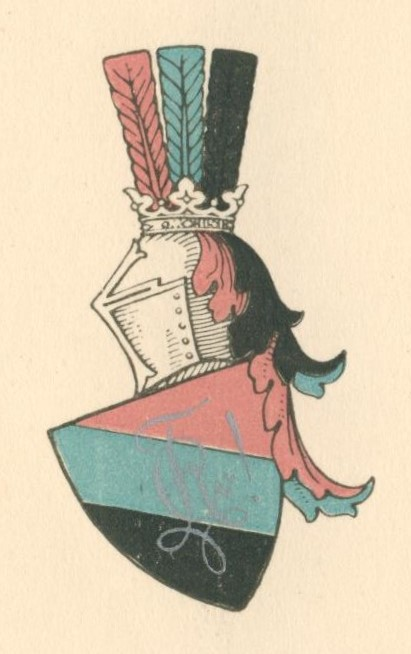
Frisia München

- Rheinhessen Darmstadt (1924–1929, 1933–1934)
- Niedersachsen Detmold (1920–1924)
- Falkenburg Detmold/Köln (zeitw. Rheno-Borussia) (1921–1924, 1926–1935)
- Elbmark Dresden (1921–1925)
- Franko-Bavaria Erlangen (1921–1934)[6]
- Markaria Göttingen (1922–1929)
- Normannia Halle (1921–1927)
- Askania Hamburg (1920–1928)
- Die Herminonen Hannover (1924–1927)
- Germania Heidelberg (1922–1929, 1932–1934)
- Hohenstaufen Hohenheim (1921–1930)[A 19]
- Franco-Suevia Hohenheim (1922–1928)
- Cheruscia Jena (1934–1935)
- Die Märker Jena (1925–1929)
- Die Südwestdeutschen Köln (1923–1925)
- Sugambria Königsberg (1928–1935)
- Borussia Köthen (1934–1935)
- Cimbria Leipzig (1919–1930, 1932–1935)
- Saxo-Thuringia Leipzig I (1919–1921)
- Saxo-Thuringia Leipzig II (1923–1935)
- Arminia Mannheim (1920–1930)[A 20]
- Frisia München (1921–1929)
- Franconia Nürnberg (1925–1929)
- Nibelungen Nürnberg (1934–1935)
- Vandalia Stuttgart (1922–1929)
- Hohenstaufen Wien (1922–1929)